# Jerzy Neyman
Jerzy Neyman (în polonă:Jerzy Spława-Neyman, în rusă:Юрий Чеславович Нейман) (n. 16 aprilie 1894, Tighina, Imperiul Rus – d. 5 august 1981, Oakland, California, SUA) a fost un astronom, matematician, statistician și sociolog polonez-american, originar din Basarabia.

## Biografie
Jerzy Neyman s-a născut în 1884 la Tighina, în Basarabia, pe atunci parte a Imperiului Rus, în familia judecătorului Marian-Czesław Neyman, fiul lui Ghermaghen Neyman și a Kazimirei Neyman. Străbunii lui Jerzy Neyman au avut o soartă tragică. Participând la răscoala poloneză împortiva asupririi țariste din 1863 , au rămas fără casă, care fusese arsă, și au fost deportați în Siberia (bunicul după tată) și Asia Mijlocie (bunicul după mamă), de unde s-au mutat în Ucraina, la Kanev, lângă Kiev. Aici s-au căsătorit. Tatăl lui Jerzy Neyman a fost al 11-lea copil într-o familie numeroasă cu 13 copii. Datorită eforturilor părinților a putut să obțină studii juridice. A lucrat judecător la Chilia, Ucraina și Tighina, unde s-a și născut fiul său, viitorul matematician și statistician. Biografia lui Jerzy poate fi împărțită în trei perioade, rusă (1884 - 1921), poloneză (1921 - 1938) și americană (1938 - 1981).
În anul 1897 tatăl său Marian- Czeslav a fost transferat cu slujba la Harkov, unde fiul său a aboslvit gimnaziul Nr.3. 
În anul 1912 Jerzy a fost admis la facultatea de fizică și matematică a Universității din Harkov, una dintre cele mai bune în Rusia țaristă, unde au studiat și au predat și alți basarabeni. Aici a audiat cursurile lui D.M. Sințov, S.N. Bernstein, T.K. Russian. Ultimul, absolvent al unui gimnaziu din Chișinău, a fost conducătorul lucrării de diplomă a lui Neyman. Jerzy Neyman a pregătit pentru publicare cursul de lecții a lui Russian la disciplina Ecuații diferențiale.
Licența luată în anul 1916 cu un subiect din calculul integral a fost menționată cu medalie de aur. La 1 septembrie 1917 a fost angajat ca asistent la catedra de matematică a Universității tehnice din Harkov, unde a luat și gradul de magistru în științe.
Ca consecință a războiului sovieto-polonez, în toamna anului 1921 Neyman părăsește definitiv Rusia sovietică pentru Polonia. În anii 1921 - 1923 a fost statistician la la Institutul agricol din Bydgoszcz. În anul 1923 își ia doctoratul cu sibiectul "Argument și aplicații ale teoriei probabilităților la soluționarea problemelor din exeprimentul agricol", care a fost publicată în revista agricolă și forestieră din Polonia în vol. 10 al aceluaiși an.
În anii 1923-1924 a fost asistent la Universitatea din Varșovia și concomitent a lucrat la Institutul pentru biologie experimentală M. Nencki și școala principală agricolă din Varșovia. După 1924 a avut un grant de la fundația culturii populare, care i-a permis să se deplaseze la Londra și să inițieze o colaborarae foarte fructoasă cu Egon Sharpe Pearson, matematician, biolog și filozof, iar în anii 1926-1927 a beneficiat de un grant Rockefeller, care i-a permis să facă stagii la Londra și Paris, unde a audiat cursurile lui Lebesgue și seminarele lui Hadamard.
În anul 1930 Jerzy Neyman participă la Primul congres internațional al matematicienilor, unde a prezentat capodopera sa matematică, deschizătoare de noi orizonturi în statistică, "Asupra verosimilității ipotezelor", cu care a devenit celebru în statistica matematică.
Revenind în Polonia în același an, a prezentat o alocuțiune la ședința "Uniunii liber cugetătărilor polonezi" despre costurile suportate de statul polonez pentru întreținerea bisericii catolice, care a stârnit o reacție vehementă din partea cercurilor religioase poloneze. În consecință a fost nevoit să emigreze în Anglia.
În anii 1934-1938 a fost lector iar mai apoi profesor asociat la Universitatea din Londra.
În anul 1938 a fost ales profesor de statistică cu sarcină la laboratorul de statistică a Universității Berkeley din California.
Neyman s-a căsătorit cu Olga Neyman (născută Solodovnikova) în anul 1920. A avut un fiu, Michael John Neyman. Au locuit la Los Angeles pe adresa 954, Euclid Ave. A decedat la 5 august 1981.

## Activitatea științifică
Jerzy Neyman este unul dintre cei mai importanți statisticieni ai lumii, fondatorul teoriei matematice a selecției. Termenii "Testul Neyman- Pearson", "Teoria Neyman-Pearson", "procedura Neyman -Keuls" s-au înrădăciant adânc în statistica matematică și teoria probabilităților. 
În anul 1945 a organizat cele mai importante în domeniu "Simpozioane Internaționale de Statistică Matematică și Teoria Probabilităților", care se țineau regulat la fiecare 5 ani. A editat și a redactat contribuțiile prezentate la aceste simpozioane. 
- 1956 - este ales doctor honoris Causa a institutului de statistică din India
- 1960 - este ales Doctor Honoris Causa al Universității din Chicago.
- 1961 - Profesor emerit al Universității Berkeley din California
- 1964 - doctor Honoris Causa a universității din Stockholm
- 1964 - membru al Academiei Naționale de științe a Statelor Unite.
- 1964 - membru din străinătate a Academiilor de științe din Suedia și Polonia.
- 1968 - medalia Națională pentru știință a Statelor Unite ale Americii
- 1974 - doctor honoris Causa a Universității din Varșovia

Jerzy Neyman a fost de asemenea membru de Onoare a Societății regale de statistică din Londra, membru de onoare a societății de matematică de la Londra.
- 1975 - a fost ales membru al Uniuniii Internaționale astronomice, ca recunoaștere a importanței lucrării "Abordare stohastică a cosmologiei" , N.Y. Prentice Hall, 1963
- 1975- Președinte de Onoare a institutului Internațional de statistică, la originile căruia s-a aflat.

În anul 1973-1974 a editat volumul omagial de lucrări selecte, consacrate marelui Nicolaus Kopernik, publicat de către Academia Națională de științe a Statelor Unite ale Americii, cu ocazia aniversării de 500 de ani de la naștere.
Opera matematică a lui Jerzy Neyman este prezentată în peste 160 de articole științifice, câteva cursuri de statistică matematică și teorie a probabilităților, precum și mai multe monografii consacrate aplicațiilor acestora în sociologie, biologie, astronomie. Una dintre preocupările lui Neyman în ultimii ani de viață a fost aplicațiile statisticii la studiul și tratamentul cancerului.

## Publicații
- Zentralblatt MATH (Au: Neyman, J.)
- Library of Congress
- Aplicații în astronomie: ADS